# 北井産業
北井産業株式会社（きたいさんぎょう）は、埼玉県白岡市に本社を置く工作機械（小型ホブ盤専業）メーカーである。

## 沿革
- 1936年3月：北井歯車鉄工所として創業、各種歯車製造及び加工を開始する。
- 1956年：北井産業株式会社へ社名変更。